# Иван Шарић
Иван Шарић (Долац код Травника, 27. септембар 1871 — Мадрид, 16. јул 1960) је био је надбискуп врхбосански. Током Другог светског рата подржавао усташки режим Анте Павелића и истребљење Срба и Јевреја у НДХ.
Написао је неколико песама посвећених усташком вођи Анти Павелићу, од којих је најпознатија „Кад сунце сја“, која је изашла у његовим новинама на Божић 1941. године. Ту своју подршку задржао је до самог краја рата.
По завршетку рата, уз помоћ Римокатоличке цркве, бежи у Аустрију, где се склања у фрањевачки манастир, а затим у Франкову Шпанију. Умире у Мадриду 16. јула 1960. године. Његово тело се данас налази у Цркви светог Јосипа у Сарајеву.